# Detective Chinatown 2
Série
Detective Chinatown
(2015) Detective Chinatown 3
(2020)
Pour plus de détails, voir Fiche technique et Distribution.
Detective Chinatown 2 (唐人街探案 2, Tángrénjiē tàn àn) est une comédie chinoise écrite et réalisée par Chen Sicheng, sortie le 16 février 2018. Il s'agit de la suite de Detective Chinatown de 2015. Le film totalise plus de 500,4 millions de dollars de recettes dans le monde, ce qui en fait pour l'instant le second plus grand succès mondial de l'année 2018 et le troisième plus grand succès de tous les temps en Chine.
Le film a fait l'objet d'une suite, Detective Chinatown 3.

## Synopsis
Quand Oncle Qi, le parrain du chinatown de New York, disparaît, cela tourne vite à l'enquête pour meurtre. Le duo Tang et Qin refait alors équipe et bénéficie cette fois de l'aide de l'Alliance internationale de détectives.

## Distribution
- Wang Baoqiang : Tang Ren
- Liu Haoran (en) : Qin Feng
- Xiao Yang (en) : Song Yi
- Natasha Liu Bordizzo : Chen Ying
- Shang Yuxian : KIKO
- Wang Xun : Lu Guofu
- Yuen Wah : Mo Youqian
- Satoshi Tsumabuki
- Michael Pitt
- Kenneth Tsang : Oncle Sept

## Réception
Sur le site Rotten Tomatoes, le film obtient un pourcentage de 44 % sur la base de 9 critiques, et une note globale de 5,2/10. Sur Metacritic, qui attribue une note normalisée, le film obtient un score moyen de 52 sur 100, sur la base de 4 critiques, indiquant des « critiques mixtes ou moyennes ».